# Mois de Marie
Le Mois de Marie est le nom traditionnellement donné au mois de mai par les chrétiens, particulièrement les chrétiens catholiques et anglicans. Ce mois est l'occasion de nombreuses expressions privées et publiques de dévotion envers la Vierge Marie, mère de Jésus-Christ. Le mois de Marie n'est pas toujours nécessairement associé au mois de mai. Une autre tradition très ancienne connue sous le nom de Tricesimum (ou: Trente jours de dévotion à Marie; également appelée Mois de Marie) consacre trente jours de prière à la Vierge Marie du 15 août, fête de l'Assomption, au 14 septembre, fête de la Croix glorieuse. Les dates exactes ou l'origine de cette dévotion sont inconnues, mais la coutume est toujours pratiquée ici et là. Certaines régions, particulièrement dans l'hémisphère sud, célèbrent un mois de Marie en dehors du mois de mai, comme au Chili où le Mois de Marie a lieu du 8 novembre au 8 décembre, fête de l'Immaculée Conception, en lien aussi avec le cycle de la nature et l'éclosion des fleurs.

## Origine

### Une origine médiévale: de Maia à Marie
Au Moyen Âge, les calendriers continuent à afficher les années selon la coutume romaine, en douze colonnes allant de janvier à décembre, les premiers mois de l'année renvoyaient à des divinités protectrices comme Janus ou Mars. À cette époque, par paronomase, les scribes font glisser sémantiquement l'appellation de « Maius mensis » (mois de Maia) vers « Madona mensis » (mois de la Madone) d'où l'appellation du « mois de Marie » donnée au mois de mai. 
Un certain nombre de traditions médiévales lient déjà le mois de mai à Marie. La plus ancienne trace écrite rémonte sans doute à Alphonse X de Castille au XIIIe siècle et ses Cantigas de Santa Maria qui mentionnent un culte spécial en l'honneur de la Vierge Marie à des dates précises en mai. Au fil des siècles, le mois entier se remplit d'observances spéciales et de dévotions à Marie.
Les Dominicains contribuent au développement de cette dévotion. En réponse à l'amour courtois, des figures dominicaines comme l'allemand Henri Suso vont développer un fort romantisme dans leur piété mariale qui comportera l'élévation d'autels et le tressage de couronnes de fleurs offert à la période de la floraison dès le début du mois de mai.
Le premier, sans doute, à consacrer entièrement le moi de mai à la Vierge Marie, semble avoir été le capucin Laurent de Schniffis dans un recueil de trente poésies, Moyen-Pjeiff, publié en 1692.

### Un office populaire devenu classique dès leXVIIIesiècle
Au début du XVIIIe siècle, l'église franciscaine et royale Sainte-Claire de Naples connaissait au mois de mai un office populaire marial quotidien suivi d'un salut du Saint-Sacrement, les dominicains de Fiesole, en 1701, décidaient d'honorer la Vierge tous les jours du mois de mai, ce qui se faisait aussi, près de Vérone, dans la paroisse de Grezzana (1734), et, un peu plus tard à Gênes (1747) et à Vérone (1774). Mais ce sont les pères camilliens qui revendiquent avoir été à l'origine, dès le mois de mai 1784 en l'église de la Madonne de Ferrare, la dévotion du «bouquet marial» du mois de mai sous sa forme publique et solennelle.
Les Jésuites vont ensuite s'attacher à cette dévotion, et la diffuser à partir de Rome dans toutes leurs missions. À Rome, Saint Philippe Néri avait déjà l'habitude de réunir les enfants le 1er mai autour de l'autel de la Vierge à la Chiesa Nuova. Après le Père Jacolet, dans le Mensis Marianus, paru à Dillingen en 1724, le jésuite Annibale Dionisi (1679 + 1754), dans un livre publié à Rome en 1725, et son confrère Lalomia, dans un livre publié à Palerme en 1758, en font la promotion. Dans le livre de Dionisi, on voit la dimension missionnaire que les jésuites associe au mois de Marie pour ré-évangéliser les familles: il portait comme sous-titre "à l'usage des maisons, des pères de famille, des couvents, des magasins".
La dévotion au mois de Marie n'atteint la France qu'à la veille de la Révolution où la vénérable Louise de France, fille de Louis XV et prieure du carmel de Saint-Denis, fait traduire le livre du Père Lalomia. Mais cet usage ne prendra de l'ampleur qu'avec les missions populaires de la Restauration au XIXe siècle. Pendant sa captivité en France en 1809, le Pape Pie VII est accompagné du Jésuite Alfonso Muzzarelli, qui en 1785 à Ferrare avait écrit l'ouvrage Il mese di Maria o sia di Maggio". La popularité de ce livret sera sans précédent: environ 100 éditions ont été publiées  avant la nouvelle édition de Bologne, en 1901. Il a été traduit en anglais ("The Month of Mary or the Month of May", Londres, 1848), en espagnol au Nouveau-Mexique en 1888; en portugais à Porto en 1890, en arabe avec déjà une quatrième édition à Beyrouth en 1872. Le succès de sa nouvelle évangélisation par la pastorale du mois de Marie va convaincre le pape Pie VII d'en faire une pratique universelle. 

### La consécration pontificale du Mois de Marie
Le 21 mars 1815, le pape Pie VII est le premier à donner un encouragement pontifical à la dévotion du Mois de Marie en accordant 300 jours d'indulgence à quiconque honore en privé ou en public cette dévotion. Au vu de l'élan de dévotion populaire que cela suscite, il accorde l'indulgence plénière le 18 juin 1822. Avec ces encouragements, les manuels de dévotion mariale se multiplient alors pour soutenir et encourager cette dévotion particulière. Pie IX confirme l'indulgence plénière en 1859. 
Le reconnaissance pontificale du mois de Marie entraînera par la suite la consécration d'autres mois à d'autres dévotions comme le mois de juin comme mois du Sacré-Cœur, approuvé par le pape Pie IX le 8 mai 1873, et recommandé ensuite par Léon XIII dans une lettre adressée par le cardinal préfet à tous les évêques le 21 juillet 1899, ou encore le mois d'octobre comme le mois du Rosaire, reconnu par le pape Léon XIII.
En 1945, le pape Pie XII a confirmé le mois de mai comme mois marial avec l'institution de la fête de Marie Reine le 31 mai, fête qui vient couronner le mois de mai tout entièrement consacré à la Vierge. Cette fête sera déplacée au 22 août après le Concile Vatican II.
Au XXe siècle, dans son encyclique de Mense Maio de 1965, le pape Paul VI a de nouveau encouragé la dévotion du Mois de Mai et identifié le mois de mai comme un moment opportun pour incorporer des prières spéciales pour la paix dans les dévotions traditionnelles de mai dans un contexte de Guerre froide.
En 2020, dans le contexte de la pandémie de Covid-19, le Pape François a encouragé à renouveler cette dévotion en ajoutant deux prières pour la guérison des malades à la fin du Rosaire.

## Dévotions
En plus des traditionnelles dévotions mariales comme la méditations des mystères du Rosaire de la Vierge Marie, les chrétiens pratiquent certaines dévotions spécifiques au mois de mai comme l'élévation d'autels domestiques en l'honneur de la Vierge et l'offrande d'un bouquet marial.

### Les autels domestiques à la Vierge Marie

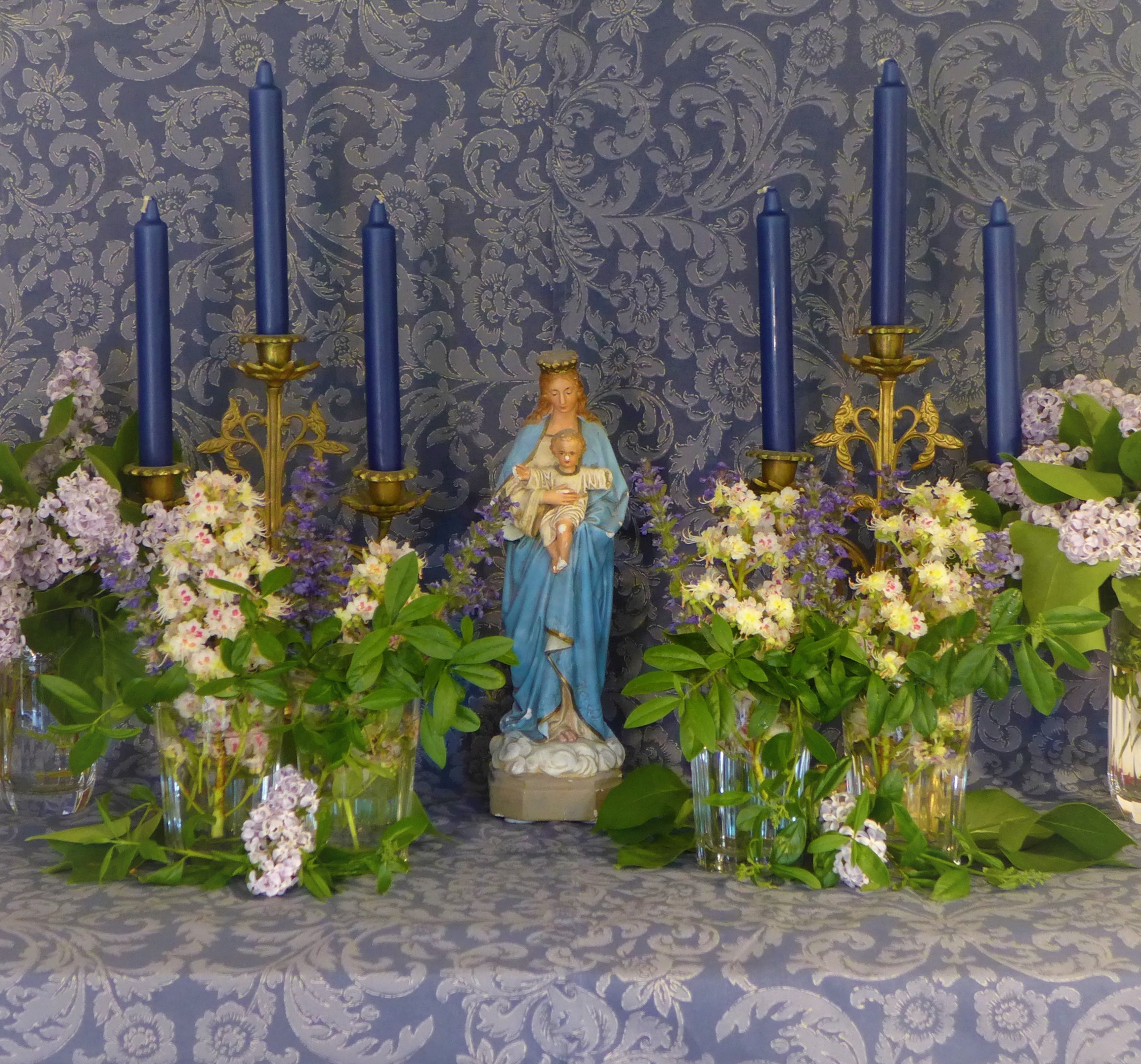
Autel domestique en l'honneur de la Vierge Marie dans une maison privée en Allemagne.

Une pratique particulièrement caractéristique des dévotions du mois de mai est l'autel de la Vierge Marie, que ce soit dans une église ou comme « autel domestique» dans les maisons privées. Des dévotions mariales telles que le chapelet peuvent avoir lieu au sein de la famille autour de cet autel composé d'une table avec une image mariale, des bougies et de nombreuses fleurs du mois de moi. 

Cette dévotion spécifique a été soutenue par plusieurs papes dont le pape Pie XII dans son encyclique Ingruentium malorum:
« La coutume de la récitation familiale du Saint Rosaire est un moyen des plus efficaces. Quel spectacle doux - le plus agréable à Dieu - quand la maison chrétienne résonne de répétitions fréquentes de louanges en l'honneur de Reine du Ciel! Le Rosaire doit être récité dans la famille, réuni devant l'image de la Vierge, dans une admirable union des cœurs, des parents et de leurs enfants, qui reviennent de leur travail quotidien. Il les unit pieusement aux absents et aux morts. Les familles se lient ainsi encore plus étroitement dans un doux lien d'amour avec la très sainte Vierge qui, comme une mère aimante, dans le cercle de ses enfants, leur accordera une abondance de dons de concorde et de paix familiale.»

### Le bouquet marial

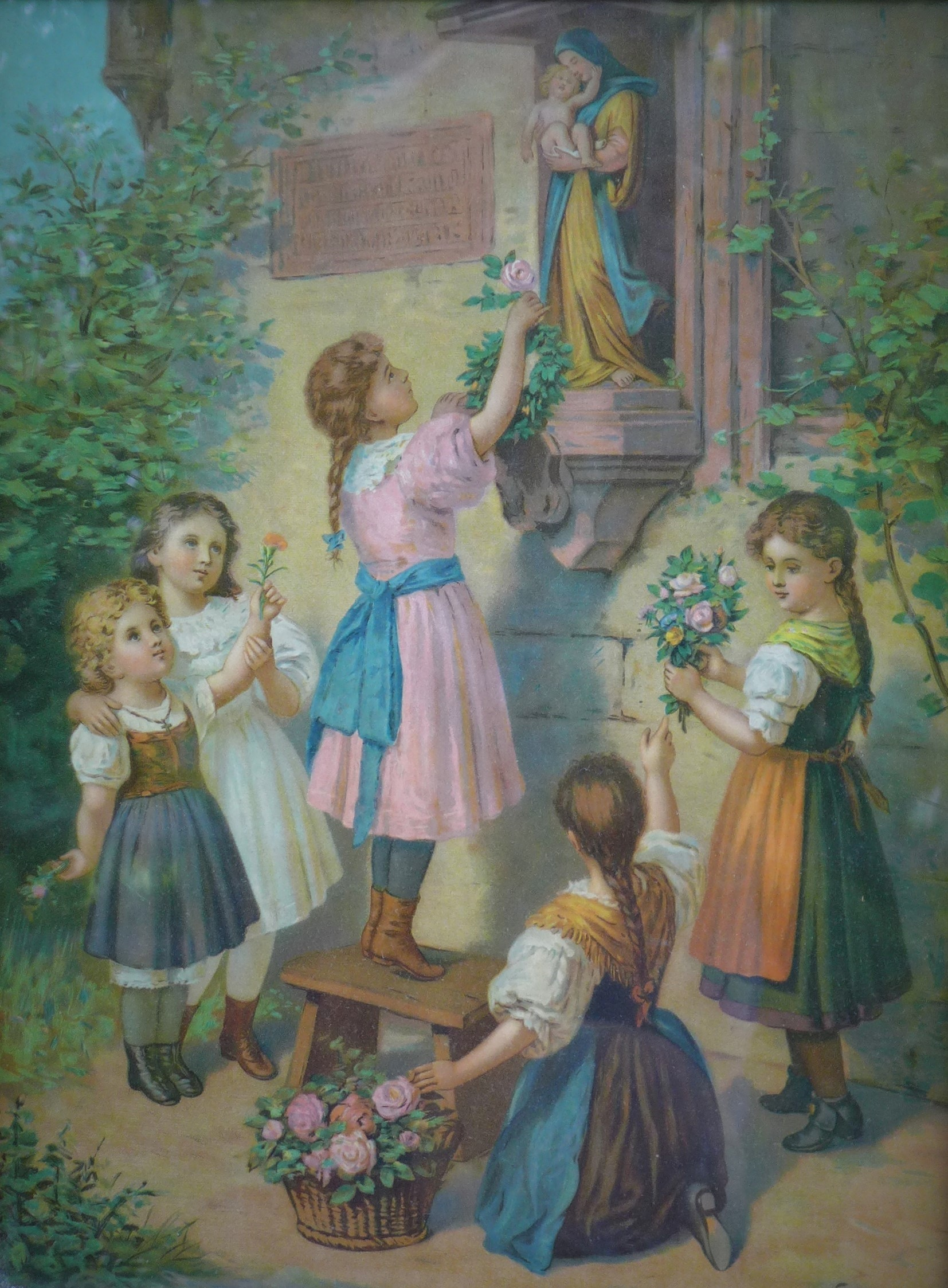
Image religieuse allemande de la fin du XIXe siècle pour la promotion de la dévotion du mois de mai envers la Vierge Marie à travers le bouquet marial.

Dans la culture romaine, le mois de mai était consacré à la déesse Flore, la déesse de la floraison et des fleurs. Les Romains célébraient fin avril les ludi florales (littéralement: jeux floraux), demandant l'intercession de Flora pour tout ce qui fleurit. La saison des fleurs est aujourd'hui l'occasion d'offrandes florales en l'honneur de la Vierge Marie, et nombreux sont les cantiques qui associent cette dévotion à la réalisation d'un bouquet marial. Le fameux cantique "C'est la mois de Marie, c'est le mois le plus beau", le redit bien: "Ornons le sanctuaire, De nos plus belles fleurs."

### Le couronnement de la Vierge Marie
Dans les églises orientales, le couronnement de Marie était associé à l'ajout d'ornements à une icône de Marie, parfois aussi simple que l'ajout de décorations dorées. Ainsi, le pape Clément VIII a ajouté deux couronnes à l'icône de Salus Populi Romani dans la basilique Sainte-Marie-Majeure de Rome. Les couronnes après avoir été perdues, ont été remplacées par Grégoire XVI en 1837 dans un rite qui allait devenir la pratique standard pour le couronnement. La coutume est tombée en désuétude dans de nombreux endroits au cours des années 1970 et 1980, mais a depuis fait son retour avec de nombreuses autres pratiques catholiques traditionnelles.

## Traditions locales

### Alsace: les trimazettes du mois de mai
En Alsace, et en Champagne, le mois de mai voyait traditionnellement se constituer de groupes de jeunes filles qui allaient de maison en maison pour chanter des cantiques en l'honneur de la Vierge Marie et faire une quête au profit de la rénovation des autels consacrées à celle-ci. Ces jeunes filles étaient connues sous le nom de "trimazettes".

### Philippines:Flores de Mayo
Les Flores de Mayo (en espagnol pour "fleurs de mai") est un festival organisé aux Philippines dans le cadre du Mois de Marie. Le Santacruzan (du santa cruz espagnol, "sainte croix") est le spectacle rituel qui se déroule le dernier jour des Flores de Mayo. Il honore la découverte de la Vraie Croix par Sainte Hélène et Constantin le Grand, fête traditonnellement célébrée le 3 mai, jusqu'au Concile Vatican II. Ce festival est l'occasion de processions costumées et de célébrations populaires.

### Vietnam:Việc dâng hoa
La tradition des Việc dâng hoa (en vietnam pour offrandes florales) est une tradition répandue parmi les catholiques vietnamiens qui reprend la tradition du bouquet marial en l'adaptant à la culture. Tous les samedis du mois de mai, de jeunes filles, revêtues du traditionnel ao dai de couleurs blanche et bleue, réalisent des belles danses traditionnelles en tenant des bouquets à bout des bras qu'elles apportent du fond de l'église jusqu'à l'autel de la Vierge Marie en chantant des cantiques qui lui sont dévolus.